# Afrobarometr

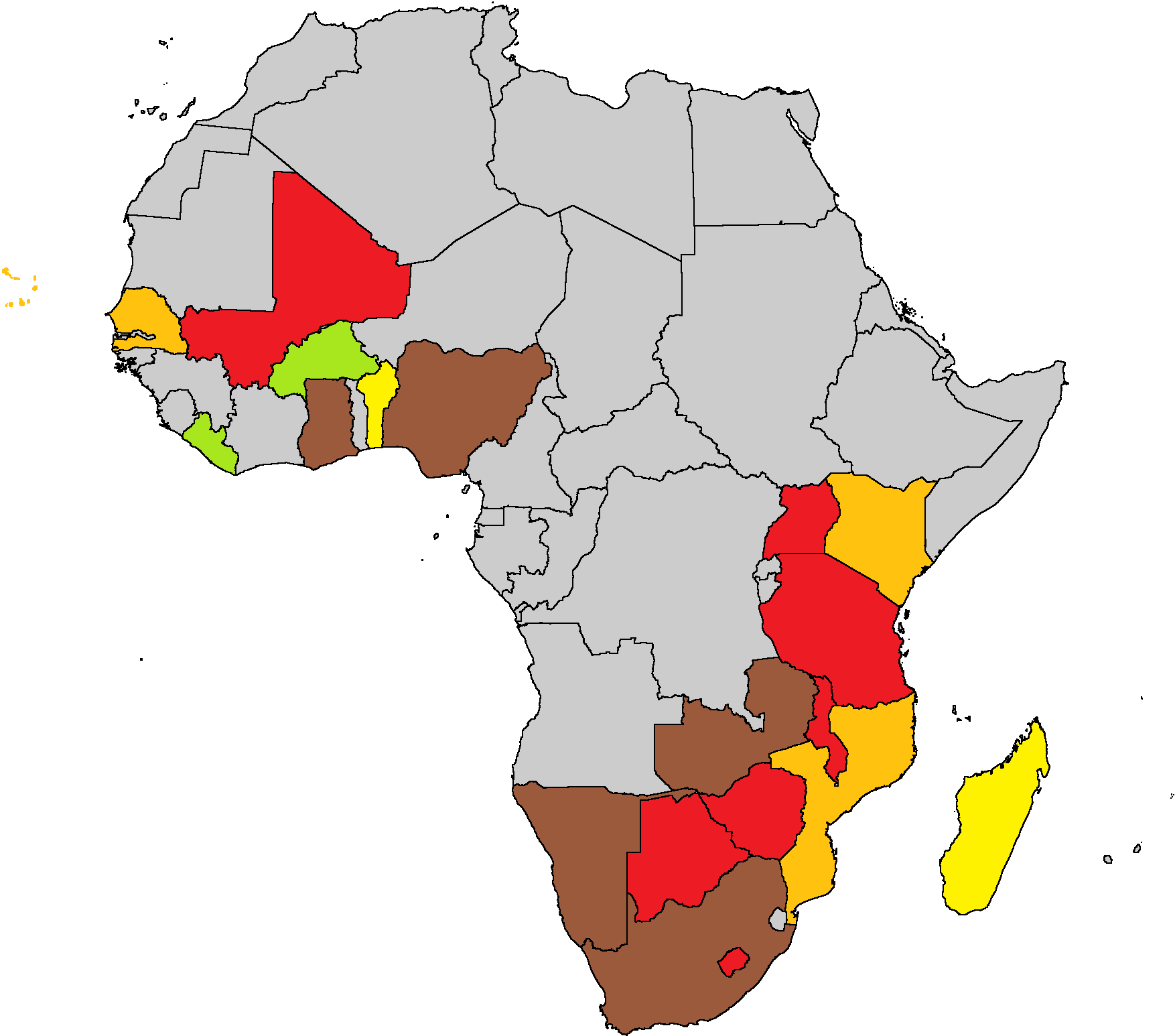
Kraje, które zostały do tej pory objęte badaniem.

Afrobarometr – projekt mający na celu badanie opinii publicznej w Afryce Subsaharyjskiej. Zagadnienia obejmują ekonomię, politykę i problemy socjalne.
Rezultaty badań są oparte na bezpośrednich wywiadach i są uznawane za wiarygodne oraz odnoszące się do całości populacji.